# Jacques Osmont
Jacques Osmont (* 20. März 1954 in L’Aigle) ist ein ehemaliger französischer Radrennfahrer.

## Sportliche Laufbahn
Osmont war im Straßenradsport und im Querfeldeinrennen (heutige Bezeichnung Cyclocross) aktiv. Als Amateur hatte er rund 170 Rennen gewonnen. Mit der Nationalmannschaft bestritt er 1976 die Internationale Friedensfahrt, er beendete das Etappenrennen nicht.
Von 1978 bis 1981 startete er als Berufsfahrer. 1978 gewann er eine Etappe im Circuit Franco-Belge. 1980 gelang ihm ein Etappensieg in der Tour d’Indre-et-Loire. 1979 siegte er im Grote Prijs Stad Sint-Niklaas, 1981 in der Tour d’Armorique. In der nationalen Meisterschaft im Querfeldeinrennen wurde er beim Sieg von Alex Gérardin 1980 Dritter. Die Tour de France fuhr er zweimal. 1980 und 1981 beendete er die Rundfahrt nicht.